# Сванхилда
Сванхилда (Swanachild; Swanahild or Serenahilt; 705 – 741) e баварска принцеса от фамилията Агилолфинги.

## Живот
Сванхилда е единствената дъщеря на херцог Тасило II (716 – 719) от Бавария и Имма. Племеница е на братята херцог Одило, Ландфрид и Теутбалд и на херцогиня Пилитруда.
През 725 г. Карл Мартел, херцог на франките, довежда Сванхилда във франкския двор от първата си кампания в Бавария заедно с Пилитруда (или Билтруда), съпругата на нейния чичо Гримоалд II († 725) и децата им от Бавария. Карл Мартел се жени за нея след смъртта на първата му съпруга Ротруда от Трир (или Хротруда) († 724). Двамата имат син – Грифон (* 726; † 753).
Сванхилда се опитва да осигури наследството на сина си Грифон. След смъртта на Карл Мартел († 741) започва караница между синовете му от първия брак Пипин и Карлман и Сванхилда. Те лишават Грифон от неговото наследство и го затварят, a Сванхилда я правят управителка на манастира Chelles при Париж.
По неин съвет Хилтруда, дъщеря на Карл Мартел от първия брак, отива след смъртта на баща ѝ при херцог Одило в Бавария и въпреки несъгласието на братята ѝ се омъжва за него.